# Roemenië op het Eurovisiesongfestival 2013

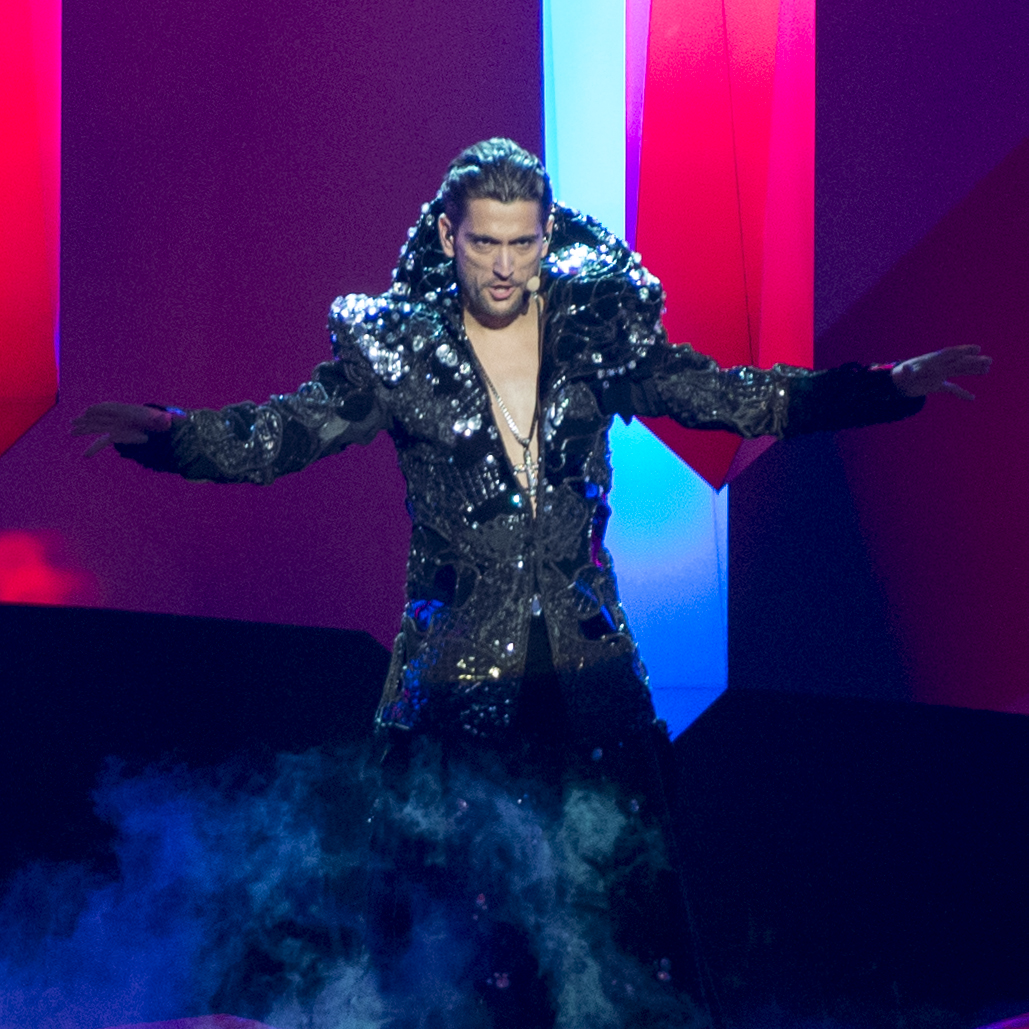
Cezar

Roemenië nam deel aan het Eurovisiesongfestival 2013 in Malmö, Zweden. Het was de 15de deelname van het land op het Eurovisiesongfestival. Zanger Cezar bereikte in Zweden de 13e plaats in de finale met het lied It's my life.

## Selectieprocedure
De Roemeense act voor Malmö werd gekozen via de jaarlijkse Selecția Națională, georganiseerd door de omroeporganisatie TVR. Deze nationale preselectie vond plaats op zaterdag 9 maart 2013. Cezar werd daarin aangeduid als vertegenwoordiger met zijn lied It's my life.

## In Malmö
Roemenië haalde in de tweede halve finale de vijfde plaats, waardoor het zich kwalificeerde voor de finale. Daarin werd het dertiende.
1994 · 1995-1997 · 1998 · 1999 · 2000 · 2001 · 2002 · 2003 · 2004 · 2005 · 2006 · 2007 · 2008 · 2009 · 2010 · 2011 · 2012 · 2013 · 2014 · 2015 · 2016 · 2017 · 2018 · 2019 · 2020 · 2021 · 2022 · 2023 · 2024-2025
Albanië · Armenië · Azerbeidzjan · België · Bulgarije ·  Cyprus · Denemarken · Duitsland · Estland · Finland · Frankrijk · Georgië · Griekenland · Hongarije · Ierland · IJsland · Israël · Italië ·  Kroatië · Letland · Litouwen · Macedonië · Malta · Moldavië · Montenegro · Nederland · Noorwegen · Oekraïne · Oostenrijk · Roemenië · Rusland · San Marino · Servië · Slovenië · Spanje · Verenigd Koninkrijk · Wit-Rusland · Zweden · Zwitserland